# Camă

Ilustrarea animată a funcţionării unei came

Cama este o componentă activă a unui mecanism, sub forma unei proeminențe sau cavități, dispusă pe un arbore sau pe un disc care, prin rotire, impune o anumită lege de mișcare unui element translativ pe care îl comandă, care folosește la transformarea mișcării de rotație în mișcare liniară sau viceversa. Cama este o proeminență sau canal cu profil determinat pe suprafața unui disc sau arbore, servind la deplasarea periodică a unui organ urmăritor (tachet). Profilul camei poate fi rectiliniu, în evolventă, după spirala lui Arhimede, în arc de cerc etc.
Cama poate fi un simplu dinte, de exemplu așa cum este utilizată pentru a emite impulsuri de putere la un ciocan cu aburi, sau un disc excentric care produce o mișcare rectilinie-alternativă a tachetului. Tachetul se deplasează într-un plan perpendicular pe axa de rotație a arborelui cu came.